# Albert Daninos Pacha
Albert Daninos (1843 - 16 novembre 1925) est un archéologue et égyptologue français, qui devint également antiquaire. Le titre de « Pacha » qu'il accole à son nom lui a été donné par le khédive d'Égypte en témoignage de sa reconnaissance.

## Biographie
Albert Daninos est né en 1843 à Alger où il reçoit une instruction classique. À vingt ans, il entre au musée du Louvre à Paris en tant qu'attaché où il étudie l’archéologie et l’écriture égyptiennes sous la direction d’Henri Adrien de Longpérier, employé au département des Antiquités égyptiennes du musée. En 1869, l'égyptologue Auguste Mariette lui propose de le rejoindre au Caire en qualité d'auxiliaire chargé de le seconder dans les fouilles et dans sa fonction de conservateur des antiquités égyptiennes.
Après un retour en France où il s'engage dans le bataillon des francs-tireurs de la Seine pendant la guerre de 1870, il retourne en Égypte pour reprendre ses fonctions auprès de Mariette. Il est chargé des fouilles de Meïdoum, au cours desquelles seront découvertes les statues de Néfret et Rahotep, mais aussi de Mit Rahineh, d'Abousir, de Feschn, d'Aboukir et du Fayoum.
Au cours de ces années, Daninos met à profit sa situation en Égypte pour acheter et revendre des antiquités. Il rencontre Raoul Warocqué, homme d'affaires belge, à qui il vend des antiquités destinées à son musée royal de Mariemont. 
Il meurt le 16 novembre 1925.

## Publications
En 1892, il publie un article intitulé Note sur les fouilles d'Aboukir dans le Recueil des travaux relatifs à la philologie et à l'archéologie égyptiennes et assyriennes.
Sa principale publication, œuvre de vulgarisation, intervient en 1899 sous le titre Les Monuments funéraires de l'Égypte ancienne, préfacé par Gaston Maspero, Paris, Ernest Leroux. Il est traduit en 1908 en anglais Sepulchral monuments of Ancient Egypt.
En 1911, il établit le catalogue de la collection de Tigrane Pacha qu'il intitule Collections d'antiquités de Tigrane Pacha d'Abro, Paris, Ernest Leroux.